# Rulenge
Rulenge is een plaats in Tanzania in de regio Kagera. Het heeft een bevolking van 22.000.
Sinds 1960 is Rulenge een zetel van het rooms-katholiek Bisdom Rulenge-Ngara.